# Хантер, Уильям Уилсон
Сэр Уильям Уилсон Хантер (англ. William Wilson Hunter, 15 июля 1840 — 6 февраля 1900) — шотландский историк, статистик, компилятор и член Индийской гражданской службы, который позднее стал вице-президентом Королевского азиатского общества.

## Ранняя жизнь и образование
Уильям Уилсон Хантер родился 15 июля 1840 года в Глазго, Шотландия, в семье Эндрю Галлоуэя Хантера, предпринимателя из Глазго. Он был вторым из трёх сыновей своего отца. Своё образование начал в 1854 году в квакерской семинарии в Квинсвуде, Хэмпшир, через год поступил в Академию Глазго.
Хантер обучался в Университете Глазго (бакалавр искусств в 1860 году), Париже и Бонне, изучив санскрит и получив степень доктора права перед тем, как пройти последний экзамен в Индийскую гражданскую службу в 1862 году.

## Карьера
В ноябре 1862 года Хантер прибыл в Бенгальское президентство и был назначен помощником судьи и сборщика Бирбхума, в Бенгалии, где он начал собирать материалы о местных традициях, которые легли в основу его книги «Анналы сельской Бенгалии», стимулировавшей во многом общественный интерес к подробностям управления Индией. Он также составил «Сравнительный словарь неарийских языков Индии», словарь диалектов, основанный главным образом на собрании Брайана Хьютона Ходжсона, который, однако, содержит множество преждевременных филологических выводов. В 1872 году он представил два тома о провинции Орисса и её знаменитом храме Джаганнатхи.
В 1869 году лорд Мэйо попросил Хантера представить ему проект всестороннего статистического исследования Индии. Работа включала в себя составление ряда местных географических справочников и последующее объединение в сжатой форме согласно единому плану. Концепция была последовательно воплощена в жизнь между 1869 и 1881 годами.
Начальный период этой деятельности был посвящён серии поездок, в результате которых Хантер посетил практически каждый уголок Индии. Он лично заведовал статистическими отчётами по Бенгалии (20 томов, 1875—1877) и Ассаму (2 тома, 1879). Статистические отчёты, охватившие 240 административных округов, по завершении составили 128 томов и в сжатом виде вошли в 9 томов «The Imperial Gazetteer of India» в 1881 году (2-е издание, 14 томов, 1885—1887; 3-е, 26 томов, включая атлас, 1908 год).
Хантер применил транслитерацию местных топонимов, посредством которой обычно указывалось правильное произношение, но почти не были учтены старые произношения, освящённые историей и длительным использованием. Собственная статья Хантера по Индии была опубликована в 1880 году под названием «Краткая история индийских народов», переведена и использовалась в индийских школах. Исправленная версия вышла в 1895 году под заголовком «The Indian Empire: its People, History and Products».
В 1882 году Хантер как член совета при генерал-губернаторе председательствовал в комиссии по индийскому образованию. В 1886 году он был избран вице-канцлером Калькуттского университета.
В 1887 году он уволился со службы, стал рыцарем-командором ордена Звезды Индии и поселился в Окен Холт, возле Оксфорда. Он договорился с издательством Clarendon Press о публикации серии «Правители Индии», в которой он сам стал автором книг о Джеймсе Дальхузи (1890) и Мэйо (1892). Ещё задолго до этого, в 1875 году, он опубликовал официальную «Жизнь лорда Мэйо» в двух томах. Также он был автором еженедельных статей для «The Times» по индийской тематике.
Однако во время своего пребывания в Англии Хантер посвятил себя в основном написанию обширного труда по истории Британского Доминиона в Индии. Один том вышел в 1899 году, второй уже после смерти автора, изложение доведено было до 1700 года.
Зимой 1898—1899 годов после утомительного путешествия на Каспийское море и обратно Хантер навестил больного сына и вскоре был сражён тяжёлым приступом гриппа, который повлиял на его сердце. Он умер в Окен Холт 6 февраля 1900 года.